# Đại học Thái Bình Dương, California
Viện Đại học Thái Bình Dương hay Đại học Thái Bình Dương (tiếng Anh: The University of the Pacific, viết tắt là UOP hay Pacific), là một viện đại học tư thục tọa lạc tại Stockton, California, Hoa Kỳ. Nó được thành lập ngày 10 - 7 - 1851, tại Santa Clara, được đặt dưới cái tên California College Wesleyan, nhưng sau đó được chuyển đến San Jose, và cuối cùng là Stockton năm 1923 cho đến ngày nay. Viện Đại học Thái Bình Dương được xem như là cơ sở giáo dục đại học lâu đời nhất của tiểu bang California.
Viện Đại học Thái Bình Dương có 3 trường trực thuộc: Trường Nha khoa tại San Francisco, trường Luật ở Sacramento, và trường Dược & Khoa học Y tế nằm ở Stockton. Trường được US News & World Report xếp trong nhóm 100 trường hàng đầu tại Mỹ. Đại học Thái Bình Dương cũng là ngôi nhà của Đài phát thanh sinh viên K-PAC và Tờ báo sinh viên Pacifican.

## Nhân khẩu
Đến năm 2007, trong khuôn viên Stockton có 4.646 học sinh (3470 sinh viên đại học, 535 sau đại học, 641 nghiên cứu sinh). Khoảng 83% là đến từ California, phần còn lại là từ 43 tiểu bang của nước Mỹ và 42 quốc gia khác.
Trường Đại học Thái Bình Dương Arthur A. Dugoni & Dentistry ở San Francisco có 516 sinh viên và trường Luật McGeorge ở Sacramento có 1.073 sinh viên.
Thống kê theo chủng tộc 
- Người Mỹ gốc Phi: 4%
- Châu Á / Thái Bình Dương: 31%
- Người Tây Ban Nha: 14%
- Đa sắc tộc: 4%
- Người Mỹ bản xứ: 1%
- Người nước ngoài không cư trú: 3%
- Người da trắng: 36%
- Không xác định: 5%
- Nam: 1556, chiếm 45%
- Nữ: 1914, chiếm 55%